# Южная Кипчакия
Южная Кипчакия (тур.  Güney Kıpçakya) — название, придуманное турецкими историками Фахреттином Кырзыоглу и Юнусом Зейреком для обозначения приграничных территорий Южного Кавказа, составляющих исторически грузинские и армянские земли, а ныне граничащие с Турцией или являющиеся её частью. По словам авторам, в Средние века эти области были заселены кипчаками, которых грузинские цари навербовали в свои войска, поселив в этих места, и впоследствии они в основном христианизировались до тех времён, пока османское завоевание региона не заставило их перейти в ислам.
Такое представление этнической истории этих территорий, позволяющее говорить о значительном не-грузинском и не-армянском и в то же время тюркском следе, в некоторой степени поощряется турецким государством, и подвергается резкой критике — со стороны грузинских и армянских исследователей, которые интерпретируют это как «националистические искажения истории региона»   .